# 漢海略區
漢海略區（西班牙語：Distrito de Janjaillo），是秘魯的一個區，位於該國中部胡寧大區的豪哈省，始建於1959年4月15日，面積31.57平方公里，海拔高度3,698米，2005年人口1,228，人口密度每平方公里39人。